# Selenicereus costaricensis

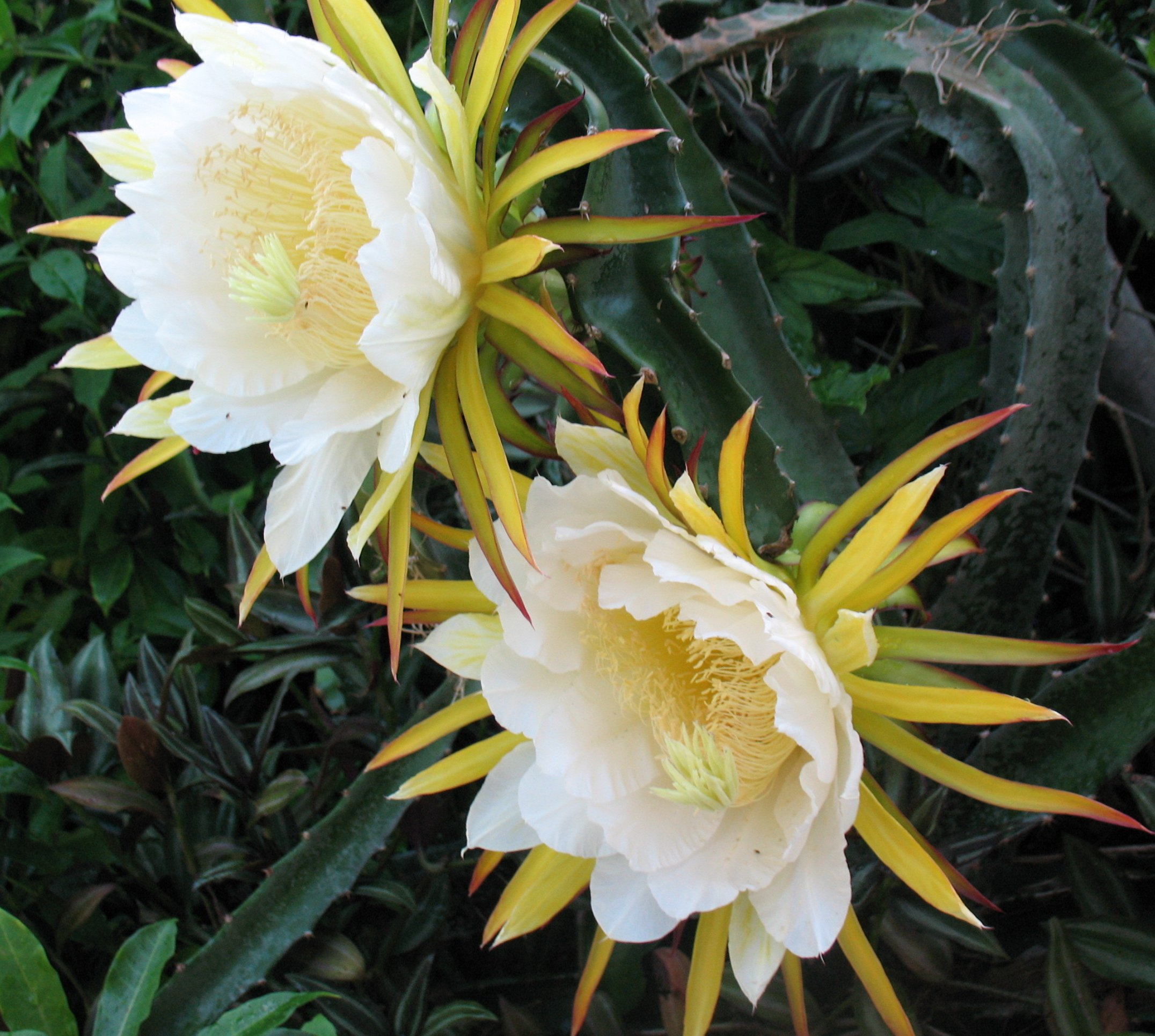
De bloemen van de Selenicereus costaricensis

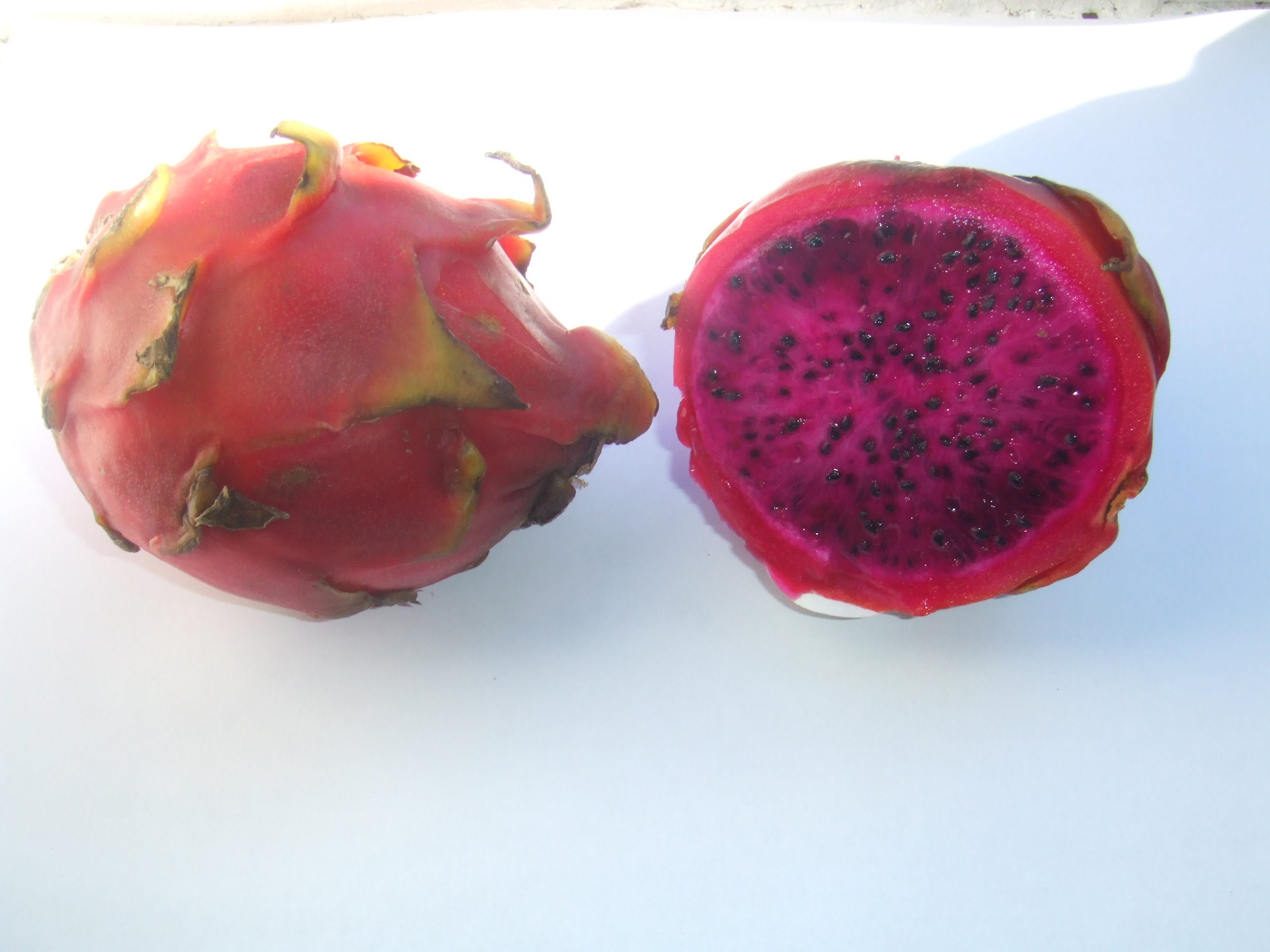
De vruchten van de plant

De Selenicereus costaricensis (ook bekend als Hylocereus costaricensis) is een soort binnen de cactusfamilie. Deze is met name bekend door haar vruchten, pitaja's met rozerode schil en vruchtvlees in dezelfde kleur. De plant komt oorspronkelijk voor in de landen Nicaragua, Costa Rica en Panama. Deze soort werd voor het eerst beschreven door de botanicus Frédéric Albert Constantin Weber. Hij Latijnse naam (de binomiale nomenclatuur) is een verwijzing naar het land Costa Rica.